# Ashmeadiella opuntiae
Ashmeadiella opuntiae är en biart som först beskrevs av Cockerell 1897.  Ashmeadiella opuntiae ingår i släktet Ashmeadiella och familjen buksamlarbin. Inga underarter finns listade i Catalogue of Life.